# Onsorí
Abolqasem Hasan Onsorí ( ? - 1039 ) fue un poeta persa del siglo XI, nacido según se cree en Balj, actual Afganistán.
Actuó en la corte del sultán Mahmud de Gazni, donde recibió el título de Malek-us Sho'ará (príncipe de los poetas).
Se sabe que su diván llegó a contener 30.000 dísticos entre casidas, gazales, cuartetas, masnavíes y otras formas estróficas. Se conservan de su obra unos 2.500 dísticos.